# Paropsides
Paropsides is een geslacht van kevers uit de familie bladkevers (Chrysomelidae).
De wetenschappelijke naam van het geslacht werd in 1860 gepubliceerd door Victor Ivanovitsch Motschulsky.

## Soorten
- Paropsides allyna Daccordi, 2003
- Paropsides catherinae Daccordi & De Little, 2003
- Paropsides elegans Daccordi, 2003
- Paropsides monicae Daccordi, 2003
- Paropsides opposita Daccordi, 2003